# Les aventures d'en Taro
|  | No s'ha de confondre amb la pel·lícula Taro, el nen drac (Tatsu no ko Tarō). |

Les aventures d'en Taro (まえがみ太郎, Maegami Tarō) és un especial d'anime basat en un conte de Miyoko Matsutani. Es va emetre al Nissei Family Special de Fuji TV el 29 d'abril de 1979.
L'anime va estrenar el 19 de desembre de 1992 a TV3 doblat al català dins el Club Super3.

## Argument
La nit de Cap d'Any, un vell i una dona de bon cor salven un viatger que ha defallit, i l'endemà al matí troben un nadó abandonat al peu de la muntanya. Aquell nen era el nen dels cabells, confiat a tots dos pel  "senyor Cap d'Any", la veritable identitat del viatger.
Quan el nen es fa gran, es fa dir "Taro, el del serrell" i se'n va al mont Dodo, que fa volar pols al poble.